# James Wilson (sędzia)
James Wilson (ur. 14 września 1742, zm. 21 sierpnia 1798) – amerykański prawnik i polityk, jeden z ojców założycieli Stanów Zjednoczonych.
Był jednym z sygnatariuszy Deklaracji niepodległości Stanów Zjednoczonych. Uczestniczył w filadelfijskiej Konwencji Konstytucyjnej w 1787 roku, na której uzgodniono konstytucję Stanów Zjednoczonych, której także był sygnatariuszem.
Prezydent George Washington mianował go 24 września 1789 jednym z pierwszych sędziów Sądu Najwyższego Stanów Zjednoczonych. Dwa dni później jego kandydatura uzyskała akceptację Senatu. Funkcję sędziego Sądu Najwyższego sprawował przez osiem lat, aż do śmierci.